# Chery
Chery er en kinesisk bilproducent, som blev grundlagt i 1997 i byen Wuhu i provinsen Anhui i Folkerepublikken Kina. De første biler, som kom i produktion i 1999, var baseret på platformen fra SEAT Toledo. I 2001 købte SAIC 20% af selskabet, som indtil da var ejet af byen Wuhu. Samme år blev firmaet Kinas første bileksportør, da man begyndte at sælge biler til Syrien.

## Modeller
- Chery QQ3
- Chery Cowin/Chery Flagcloud
- Chery Oriental Son/Chery Eastar
- Chery Tiggo
- Chery A5
- Chery V5
- Chery QQ6
- Chery Karry
- Chery Fulwin